# Primavalle
Primavalle è il ventisettesimo quartiere di Roma, indicato con Q. XXVII.
Il toponimo indica anche la zona urbanistica 19B del Municipio Roma XIV di Roma Capitale.

## Geografia fisica

### Territorio
Si trova nel quadrante nord-ovest della città, all'interno del Grande Raccordo Anulare, tra la via di Boccea a sud e via Trionfale a nord.
Il quartiere confina:
- a nord con il suburbio S. XI Della Vittoria[1]
- a est con il quartiere Q. XIV Trionfale[2] e con il quartiere Q. XIII Aurelio[3]
- a sud con il suburbio S. IX Aurelio[4]
- a ovest con il suburbio S. X Trionfale[5]

La zona urbanistica confina:
- a nord con la zona urbanistica 19D Santa Maria della Pietà
- a nord-est con la zona urbanistica 19E Trionfale
- a est con le zone urbanistiche 19A Medaglie d'Oro e 19F Pineto
- a sud con la zona urbanistica 18B Val Cannuta
- a ovest con la zona urbanistica 18C Fogaccia

## Storia

### Epoca antica
In epoca pre-romana tutta l'area a destra del Tevere era sotto il dominio degli Etruschi, la cui città più meridionale era Veio. Gli etruschi avevano in questa zona i cosiddetti Septem pagi, dei villaggi fortificati che sono stati attaccati e conquistati dalla nascente città di Roma nei suoi primi anni di espansione.
Alcuni ritrovamenti archeologici, come un dolio di grandi dimensioni rinvenuto alla Pineta Sacchetti nel 1912 e una struttura termale in via Pietro Bembo di pertinenza di una villa rustica, fanno ipotizzare agli storici che l'area fosse abitata sin dal I secolo d.C. con presenza perlopiù di fattorie e fondi agricoli che rifornivano il mercato dell'Urbe. Si segnala anche una porzione di acquedotto costruito dall'imperatore Traiano nel 109 d.C., fatto restaurare da papa Paolo V nel XVII secolo, ed oggi inglobato nelle nuove costruzioni e in buona parte interrato. In epoca Romana l'area attualmente occupata dal quartiere ricadeva entro il quinto miglio da Roma, una linea ipotetica entro la quale venivano celebrate delle importanti feste rurali.
La zona venne abbandonata con il declino dell'Impero Romano e per molti secoli rimase sostanzialmente disabitata, di proprietà del Capitolo di San Pietro in Vaticano. Tra il 1505 e il 1509 questi divise l'enorme territorio che faceva parte dell'agro romano in otto tenute tra cui risultano la "Tenuta di Torrevecchia" e la "Tenuta di Primavalle". Il toponimo Torrevecchia risale al XIV secolo, dovuto alla presenza di una torre medievale non più esistente, mentre il toponimo Primavalle compare nella Mappa della Campagna romana al tempo di Paolo III del 1547 di Eufrosino Della Volpaia e in altre mappe antiche.

Tutta l'area era utilizzata dai nobili come tenuta di caccia, come si evince ad esempio da una guida redatta nel 1548 da Domenico Boccamazza, guardiacaccia del Papa, che descrisse un itinerario che comprendeva un'ampia area compresa tra la Pineta Sacchetti e l'attuale Torresina.

Piazza Pio IX nel 1978 prima della realizzazione dell'ampia area pedonale centrale (fotogramma tratto dal film Non contate su di noi).

### Epoca moderna
In seguito alle "Leggi di liquidazione dell’asse ecclesiastico" promulgate nel 1866 e 1867, il Capitolo di San Pietro nel 1875 cedette il territorio di Torrevecchia ai privati, i quali tuttavia non urbanizzarono la zona, che rimase rurale fino alla prima metà del XX secolo.
Nel 1923 la S.A.L.B.A. (Società Anonima Laziale di Bonifica Agraria). acquistò dal Vaticano l'antica tenuta di Primavalle e cominciò ad urbanizzare parte del territorio: nell'area a ridosso della Pineta Sacchetti sorsero così dei villini immersi nel verde, frammisti ad orti e ad edifici più modesti di carattere rurale. Parallelamente alla strada omonima (chiamata all'epoca "via del Pidocchio") esistevano già il Casale di Primavalle, la Vaccheria di Primavalle e la piazza di Primavalle, unite fra loro dalla lunghissima via di Primavalle che le collegava a via Boccea. Si prevedeva per l'area uno sviluppo da "Città giardino" che non è poi avvenuto in quanto nel secondo dopoguerra si è proceduto alla costruzione di molti nuovi edifici senza un'adeguata regolamentazione, che hanno stravolto l'aspetto originario della zona.
Nel 1923, riadattando e ristrutturando il vecchio Casale di Primavalle in disuso, posto oltre il Forte Braschi, le Suore della Congregazione delle Figlie Povere di San Giuseppe Calasanzio della beata Celestina Donati fondarono "l'Oasi di Primavalle" che accoglieva bambine tra i 3 e i 10 anni, figlie di detenuti ed orfane; col tempo l'edificio divenne anche una scuola. In seguito altre congregazioni religiose vi posero degli istituti, come le suore Orsoline di Madre Urszula Ledóchowska ma soprattutto l'Opera Don Calabria che, già chiamata a reggere la chiesa di San Filippo Neri alla Pineta Sacchetti, con Padre Isaia Filippi costruì nel 1933 la piccola chiesa di Santa Maria Assunta e San Giuseppe a Primavalle (ristrutturata e ampliata negli anni 50) nell'attuale piazza Clemente XI.

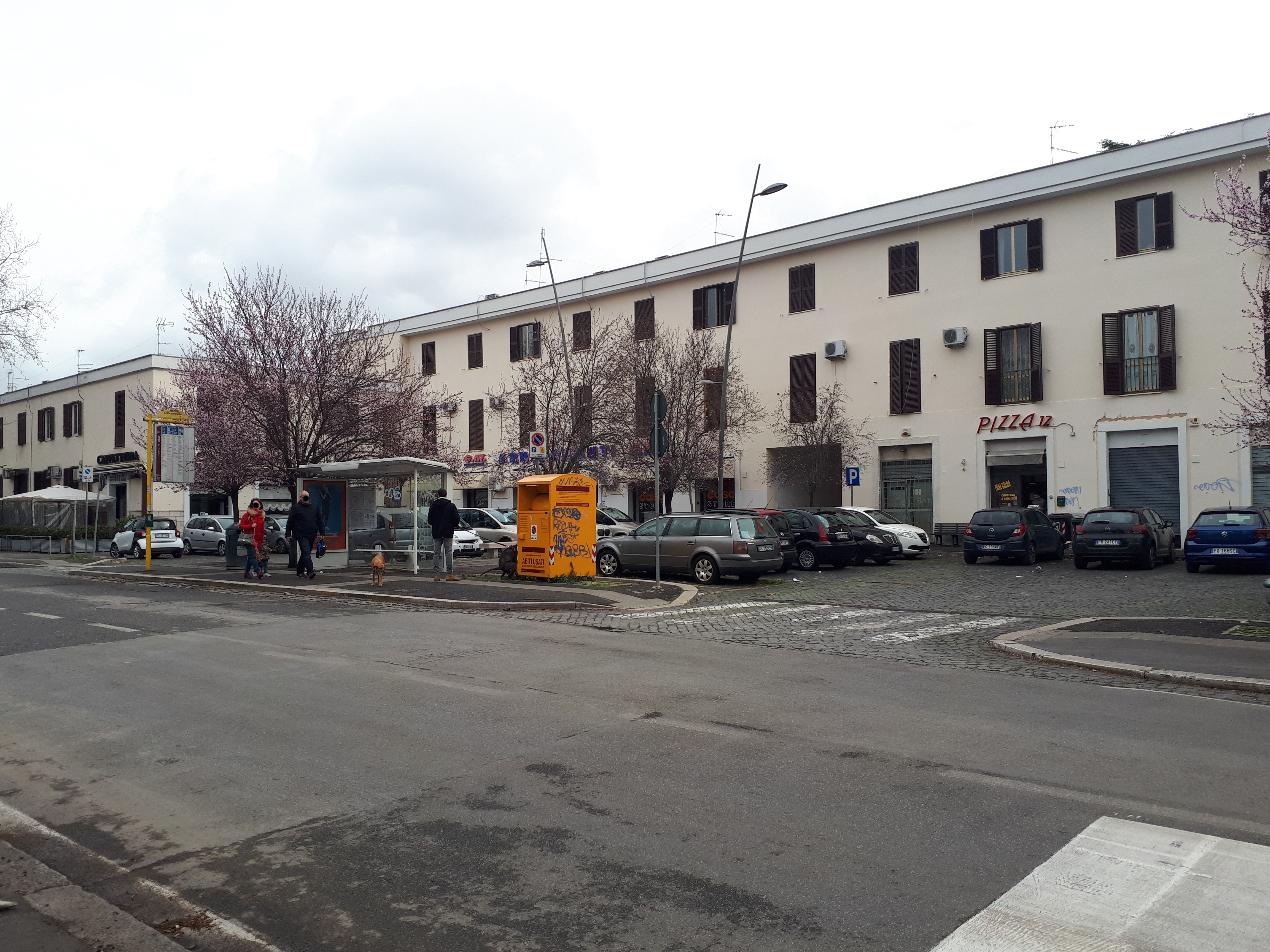
Largo Federico Borromeo

Negli stessi anni iniziò l'edificazione delle borgate ufficiali del fascismo, per accogliere la popolazione allontanata dal centro di Roma, a seguito del PRG del 1931 per la realizzazione delle grandi arterie stradali. Una di esse, separata dall'insediamento sorto vicino alla Pineta Sacchetti dal lungo fosso poi rinominato via Mattia Battistini, venne posta su un ampio poggio e, denominata Primavalle, assorbì gli insediamenti di casupole esistenti sfruttando la scarsa viabilità già costituita. Gli abitanti, circa 5000 persone, erano in buona misura sfollati provenienti dalla zona di via della Conciliazione (in fase di apertura con la demolizione della spina di Borgo), Porta Metronia, Monte Caprino e via dei Fori Imperiali. La nuova borgata riordinò anche la precaria situazione di molti braccianti agricoli delle vicine tenute Fogaccia e della Porcareccia sistemati in baracche che già negli anni venti avevano suscitato nel Governatorato preoccupazioni di carattere igienico e sociale.
L'edificazione del nuovo insediamento fu iniziata ufficialmente a partire dal 1936 dall'Istituto Fascista Case Popolari. In precedenza il Governatorato di Roma aveva costruito un dormitorio pubblico (che attualmente ospita la Biblioteca Comunale ed alcune strutture municipali) da affiancare alle casette costruite autonomamente dagli abitanti con materiali di fortuna e prive di ogni servizio. Primavalle era collocata in una zona in gran parte isolata dal centro cittadino, come le altre borgate ufficiali, con l'aggravante di collegamenti difficoltosi per la presenza delle depressioni che le diedero il nome.
La borgata venne inaugurata ufficialmente nel 1939 e si sviluppava lungo l'asse viario centrale di Via della Borgata di Primavalle (oggi via Federico Borromeo), con una struttura lineare ed un'architettura economica ed essenziale che in alcuni edifici si ricollegava al Razionalismo. Caratteristiche della nuova borgata sin dalla costruzione erano l'estrema povertà degli abitanti e la carenza di servizi pubblici soprattutto per i collegamenti con il centro della città, situazione che si è protratta per molti anni dopo il secondo dopoguerra.

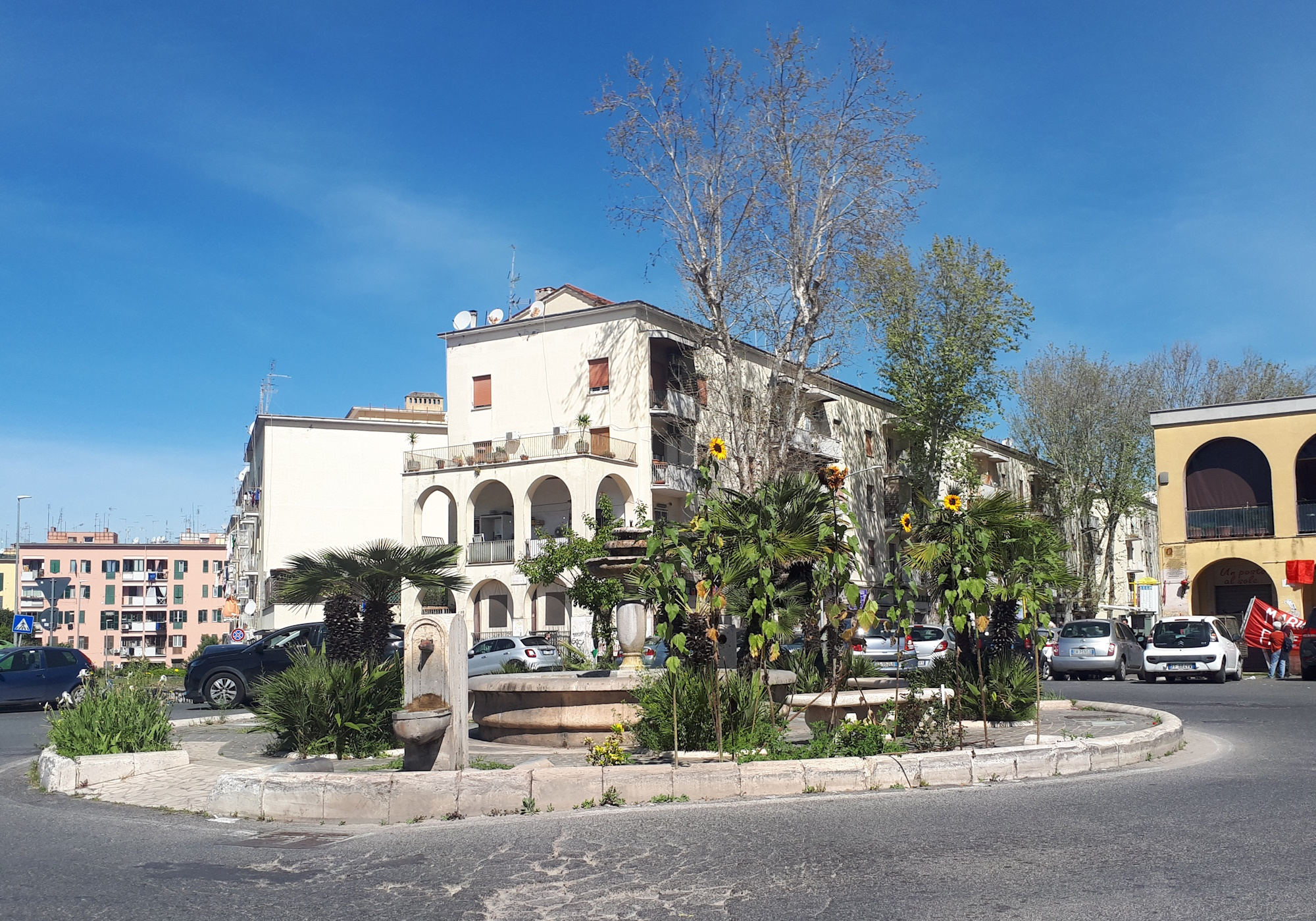
Piazza Clemente XI con la storica fontana

Negli anni cinquanta divenne tristemente famosa per l'uccisione di una bambina, Annarella Bracci, di cui inizialmente fu accusato il bracciante Lionello Egidi. Le cronache nazionali seguirono il caso con trepidazione in quanto l'omicidio avvenne in un ambiente estremamente degradato e povero. Egidi fu poi riconosciuto innocente dalla giustizia e il delitto non è stato mai risolto.
Il 31 gennaio 1953 il sindaco di Roma Rebecchini ed il vescovo Micara inaugurano la derivazione dell'acquedotto del Peschiera. La fontana al centro di Piazza Clemente XI, inaugurata per l'occasione, è di origine incerta, in quanto non si sa se fosse un manufatto creato per l’occasione, o l’imitazione di una fontana che rimase a Borgo, o il riciclaggio d’una fontana di Borgo. In alcuni filmati d'epoca fascista durante l'inaugurazione della scuola all’aperto Principe di Piemonte in via Nicola Salvi, vicino al Colosseo, si scorge una fontana molto simile a quella della piazza: La scuola in questione è stata demolita nel 1940.

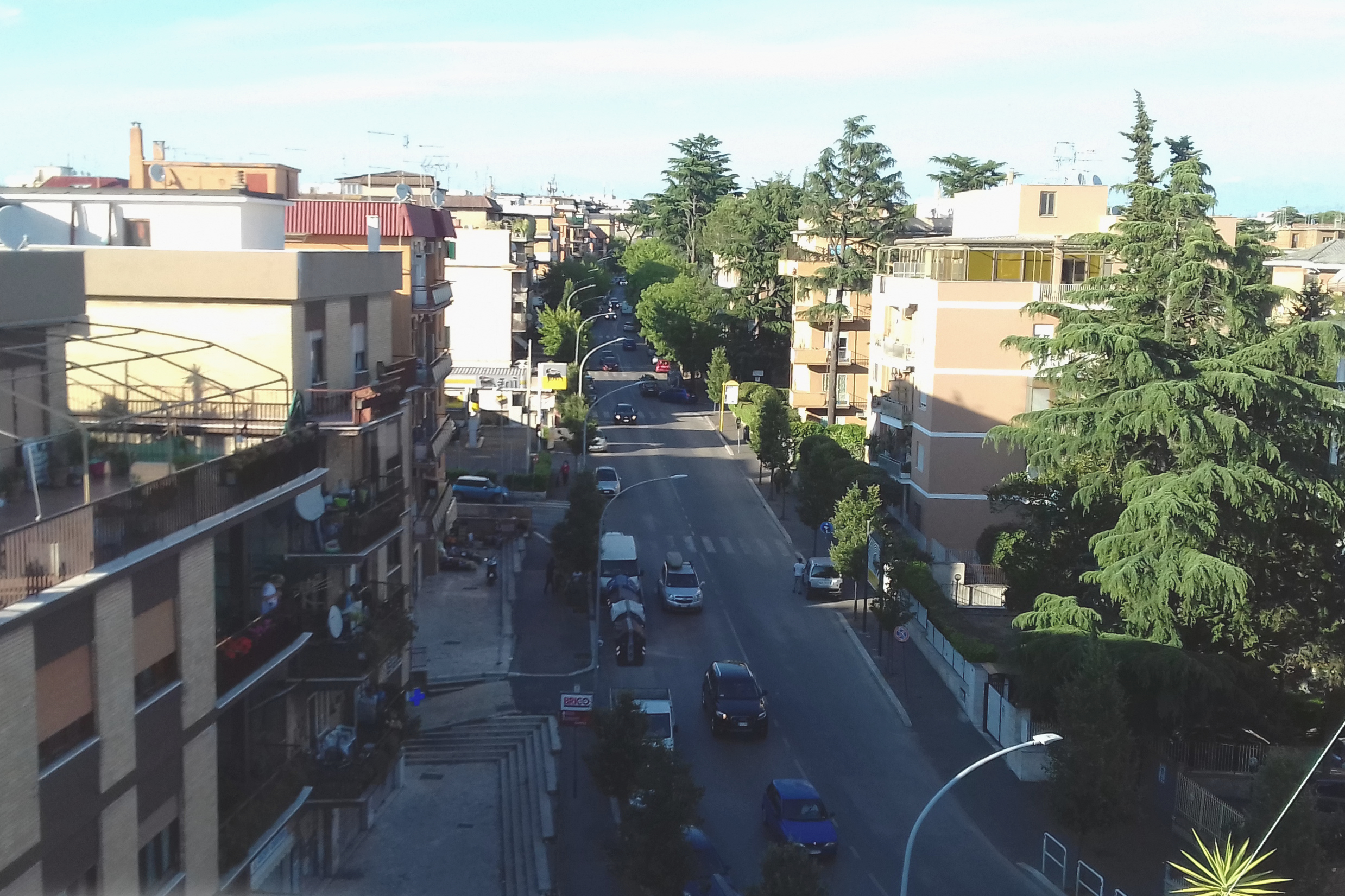
Tratto iniziale di Via di Torrevecchia, nella parte nord del quartiere

Il quartiere venne completato negli anni cinquanta e sessanta, con la costruzione di nuove case popolari a cui si affiancano numerosi palazzi privati. Nel 1959 viene realizzata nella piazza Capecelatro la chiesa di Santa Maria della Salute. Il nucleo originario della borgata andrà ad assumere sempre più un ruolo di centralità nei confronti delle aree limitrofe, caratterizzate da uno sviluppo edilizio privato disorganizzato, soprattutto su via dei Monti di Primavalle e verso via di Torrevecchia. Difatti, negli anni 50 e 60 inizia a svilupparsi quest'ultima zona, che fino ad allora era rimasta una zona rurale, con la costruzione di edifici a più piani e con una scarsa regolamentazione a livello urbanistico. Risale a quell'epoca il problema della viabilità del quadrante, caratterizzato da strade strette, dall'assenza di adeguati parcheggi e da scarse aree verdi.

La casa dove avvenne il Rogo di Primavalle, in cui morirono i fratelli Mattei

Nel 1961 la borgata omonima e l'abitato di Torrevecchia vengono inclusi nel nuovo Quartiere Primavalle, con delibera del Commissario Straordinario n. 2453 del 13 settembre 1961, estraendolo dal territorio del suburbio S. X Trionfale. Vi venne inclusa anche la zona vicino alla Pineta Sacchetti che non era stata edificata dal fascismo, come abbiamo visto, ma si era sviluppata autonomamente, anche qui senza un'adeguata regolamentazione.
Il 16 aprile 1973 avvenne il rogo di Primavalle. Nella notte alcuni aderenti a Potere Operaio versarono liquido infiammabile sulla porta della casa del segretario della sezione di Primavalle del Movimento Sociale Italiano - Destra Nazionale, Mario Mattei. L'incendio distrusse l'appartamento e due dei figli del Mattei, Virgilio di 22 anni e Stefano di 8 anni, morirono carbonizzati. Questo fatto acuì gli scontri violenti tra opposte fazioni politiche durante i cosiddetti "anni di piombo", scontri che si sono protratti per tutti gli anni 80 e 90 nel giorno dell'anniversario dell'evento.

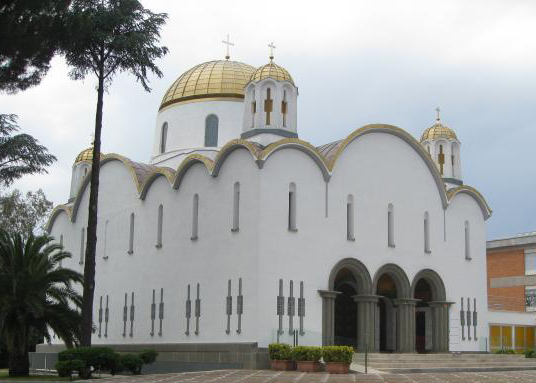
Basilica Ucraina Cattolica di Santa Sofia in via di Boccea

Tra la fine degli anni settanta e la prima metà degli anni ottanta si assiste ad alcuni interventi di riqualificazione che determineranno l'attuale assetto. Negli anni successivi si costruiscono nuove abitazioni popolari sulla via Torrevecchia e negli anni duemila si procede alla ristrutturazione di quelle originarie. Con il tempo la borgata si è saldata al resto della città ed oggi è una zona semi-periferica di Roma.
Una peculiarità di Primavalle è la realizzazione dei cosiddetti "scioperi alla rovescia". Di fronte all'inerzia delle istituzioni i cittadini realizzarono strutture necessarie alla vivibilità della borgata. Esempio tipico è la realizzazione a proprie spese e lavorando nei giorni festivi di alcune strade di collegamento con via della Pineta Sacchetti sin dagli anni 50, come via del Forte Braschi e via dei Monti di Primavalle.

## Monumenti e luoghi d'interesse

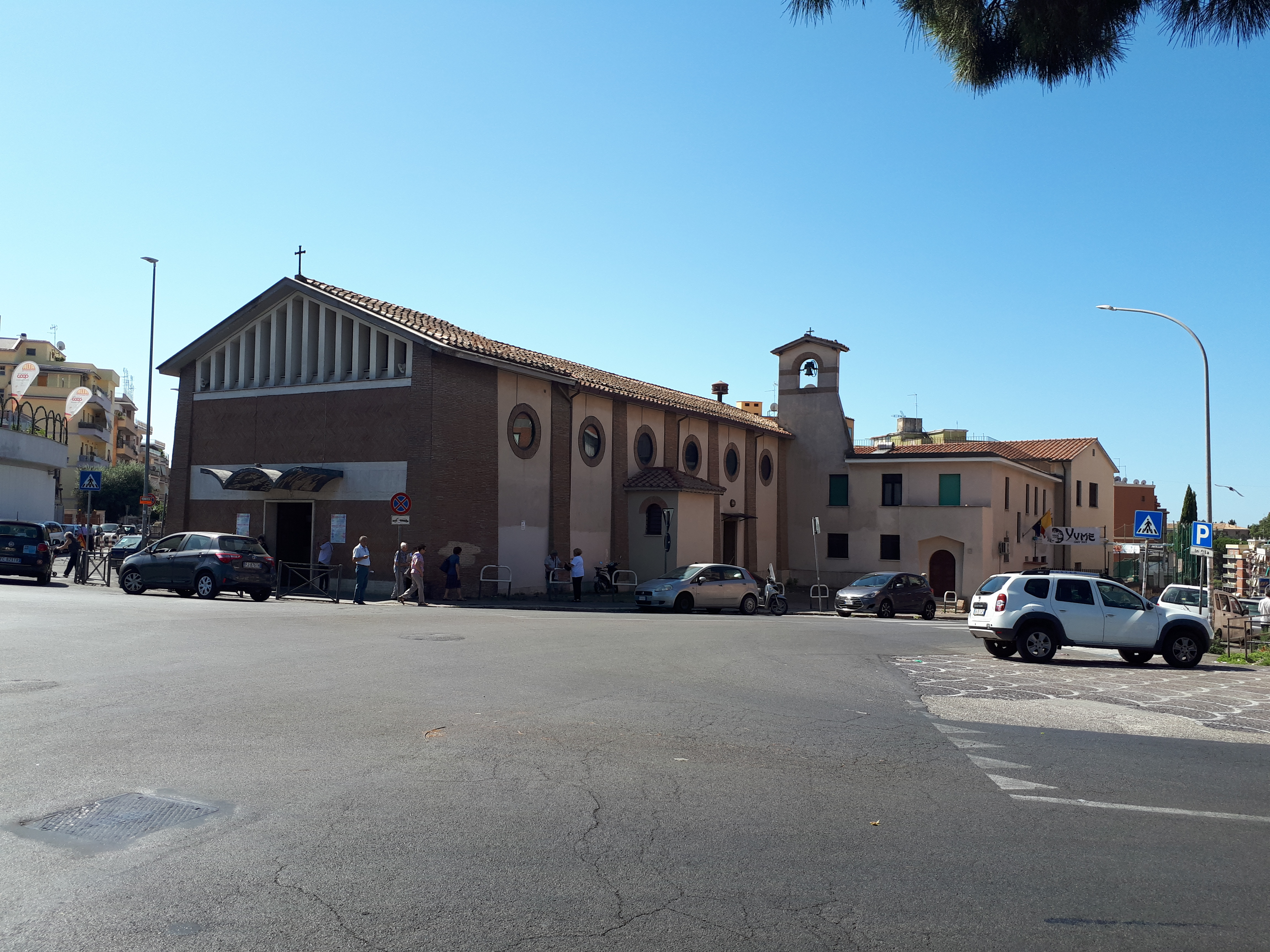
Chiesa di Santa Maria Assunta e San Giuseppe a Primavalle

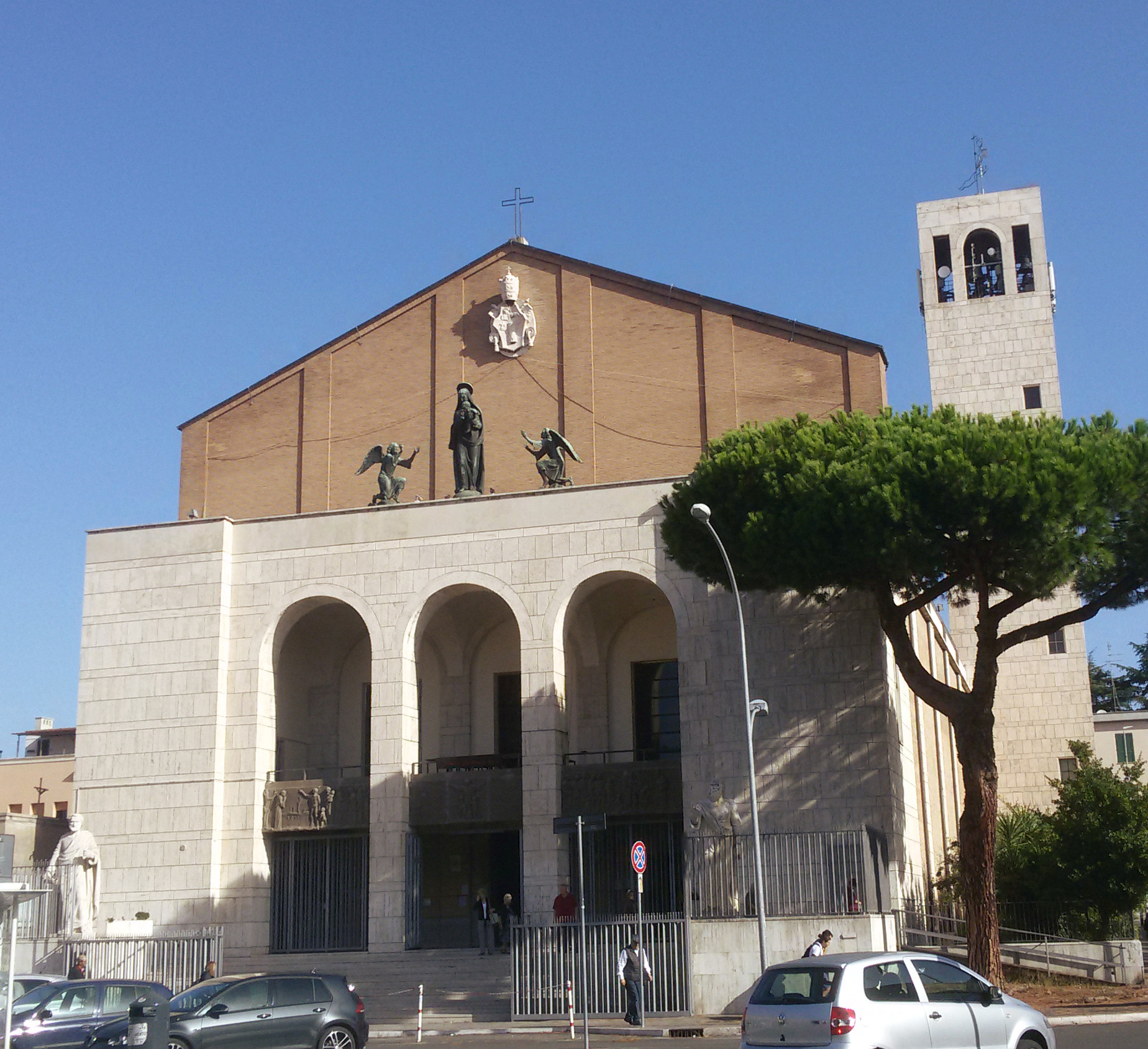
Chiesa di Santa Maria della salute

### Architetture religiose
- Chiesa di San Filippo Neri alla Pineta Sacchetti, su via Martino V.
- Chiesa di Santa Maria della Salute, su piazza Alfonso Capecelatro.
- Chiesa di Santa Maria Assunta e San Giuseppe a Primavalle, su piazza Clemente XI.
- Chiesa di San Lino, su via della Pineta Sacchetti.
- Chiesa di San Cipriano, su largo Millesimo.
- Chiesa di San Giuseppe all'Aurelio, su via Boccea.
- Chiesa di San Luigi Grignion de Montfort, su viale dei Monfortani.
- Chiesa di Santa Maria della Presentazione, su via di Torrevecchia.

Parrocchia eretta il 10 febbraio 1973 con il decreto di Sua Eminenza Monsignor Ugo Poletti "Quotidianis curis". Il territorio è stato desunto da quello della parrocchie di Santa Maria Assunta e San Giuseppe a Primavalle e di Santa Maria della Salute a Primavalle.
- Chiesa di Santa Sofia, su via Boccea.
- Chiesa rettoria della parrocchia di Santa Maria della Presentazione, officiata in Rito Orientale.

### Aree verdi
- Riserva naturale della Tenuta di Acquafredda, si estende su una parte della porzione meridionale del quartiere Primavalle e sul territorio di Casalotti. Istituita nel 1997, la riserva ha una estensione di 249 ettari. [24]

## Cultura

### Università

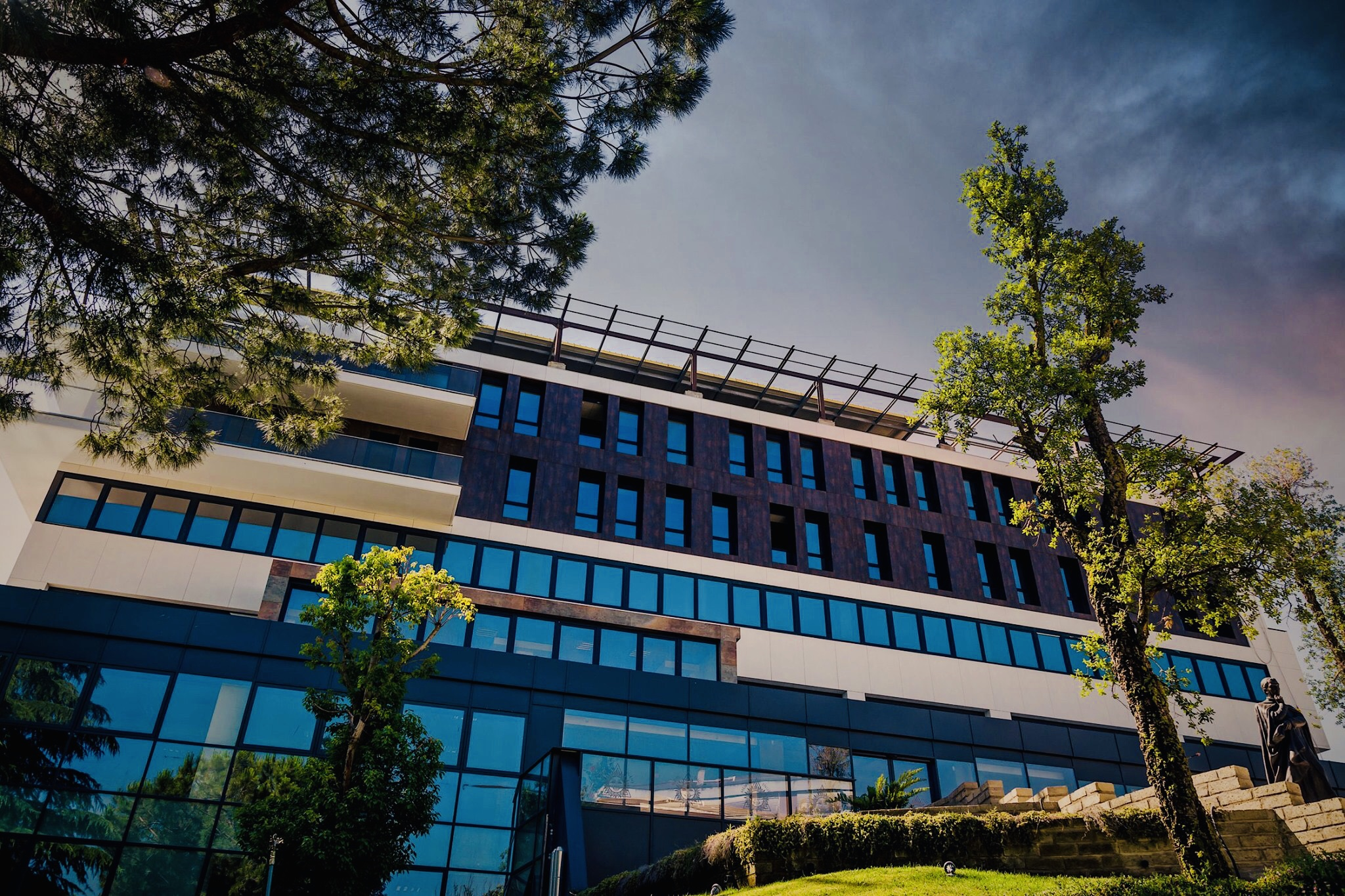
Università Nicolò Cusano

Al limite meridionale del quartiere si estende l’Università degli Studi "Niccolò Cusano", ateneo privato nato nel 2006. L’offerta formativa è erogata dai dipartimenti di  Economia, Giurisprudenza, Scienze della formazione, Scienze politiche, Ingegneria e Psicologia.

### Formazione professionale
Nel quartiere di Primavalle sono presenti due istituti che offrono percorsi di formazione professionale. L’Istituto Edmondo De Amicis, nella sede di Via Cardinal Domenico Capranica, propone indirizzi in odontotecnica, ottica e servizi sociali, formando figure specializzate in questi settori. L’Istituto Professionale Stendhal, invece, offre percorsi nei servizi commerciali, con specializzazioni in amministrazione, turismo accessibile e sostenibile, comunicazione visiva e pubblicitaria, oltre a un indirizzo dedicato ai servizi per la sanità e l’assistenza sociale.

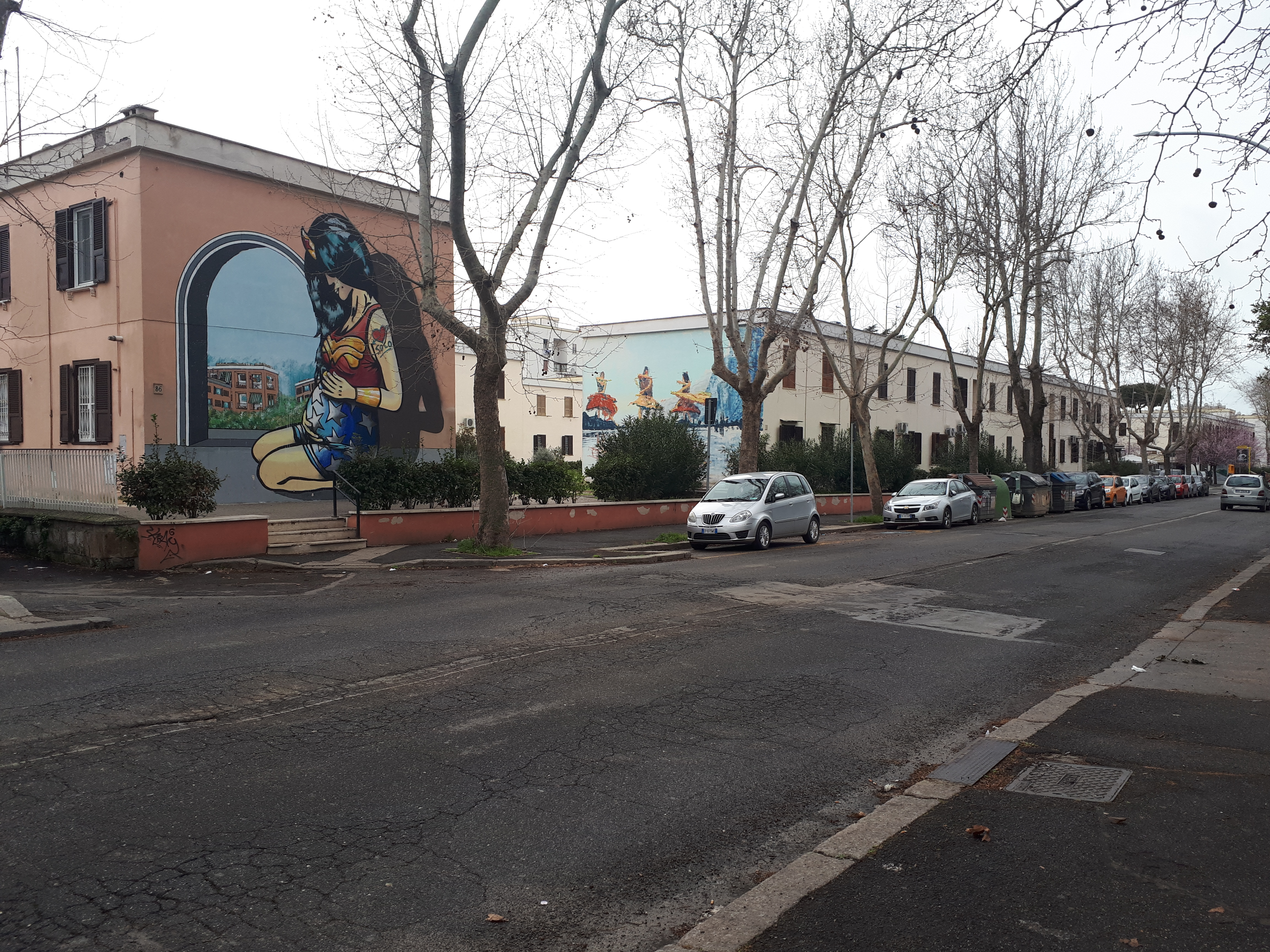
Murales in via Federico Borromeo

### Primavalle nel cinema
Nel quartiere sono stati ambientati diversi film, spesso mostrando solo il lato più degradato del quartiere, come ad esempio:
- Europa '51 di Roberto Rossellini, film neorealista del 1951, con diverse scene girate in via Borromeo, tra le case popolari e in via Bembo. Alcune comparse erano reali abitanti della zona, all'epoca estremamente povera.
- Il successo con Vittorio Gassman in cui si può vedere un palazzo in costruzione da cui si ammira il panorama di Piazza Capecelatro e della sottostante via Mattia Battistini, all'epoca ancora sterrata.
- ...Scusi, ma lei le paga le tasse?, film della coppia Franco e Ciccio in cui vi sono delle scene girate in via Mattia Battistini e in via di Boccea.
- Non contate su di noi di Sergio Nuti, film drammatico del 1979 con scene girate in Piazza Pio IX, via Pietro Bembo e via Mattia Battistini
- Dorme di Eros Puglielli con delle scene girate nelle nuove case popolari di via di Torrevecchia.
- Animali che attraversano la strada di Isabella Sandri, anche qui vi sono scene girate nelle case popolari di Torrevecchia.
- Chi nasce tondo... di Alessandro Valori, con varie scene girate in largo Borromeo e piazza Capecelatro.
- Come un gatto in tangenziale, di Riccardo Milani, con scene girate in via Bembo e nel Quartaccio.
- Guardami, di Davide Ferrario, dove l'appartamento in cui abita il personaggio interpretato da Flavio Insinna si affaccia su piazza Capecelatro.

## Geografia antropica

### Urbanistica
Nel territorio del quartiere Primavalle si estendono, in varia misura, oltre l'omonima zona 19B, anche le zone urbanistiche 19D Santa Maria della Pietà a nord, 18B Val Cannuta a sud e 18C Fogaccia a sud-ovest. Nel quartiere si trova l'area urbana di Torrevecchia. La parte settentrionale del quartiere è nota col nome di "Monte Mario" dal colle su cui insiste e dalla omonima stazione ferroviaria; la parte meridionale è conosciuta invece come "Boccea" dal nome della omonima strada che la delimita.

La zona urbanistica, invece, oltre a ricoprire gran parte del quartiere, si estende anche sul suburbio S. XI Della Vittoria (in piccola parte a nord), e sul suburbio S. X Trionfale a ovest.

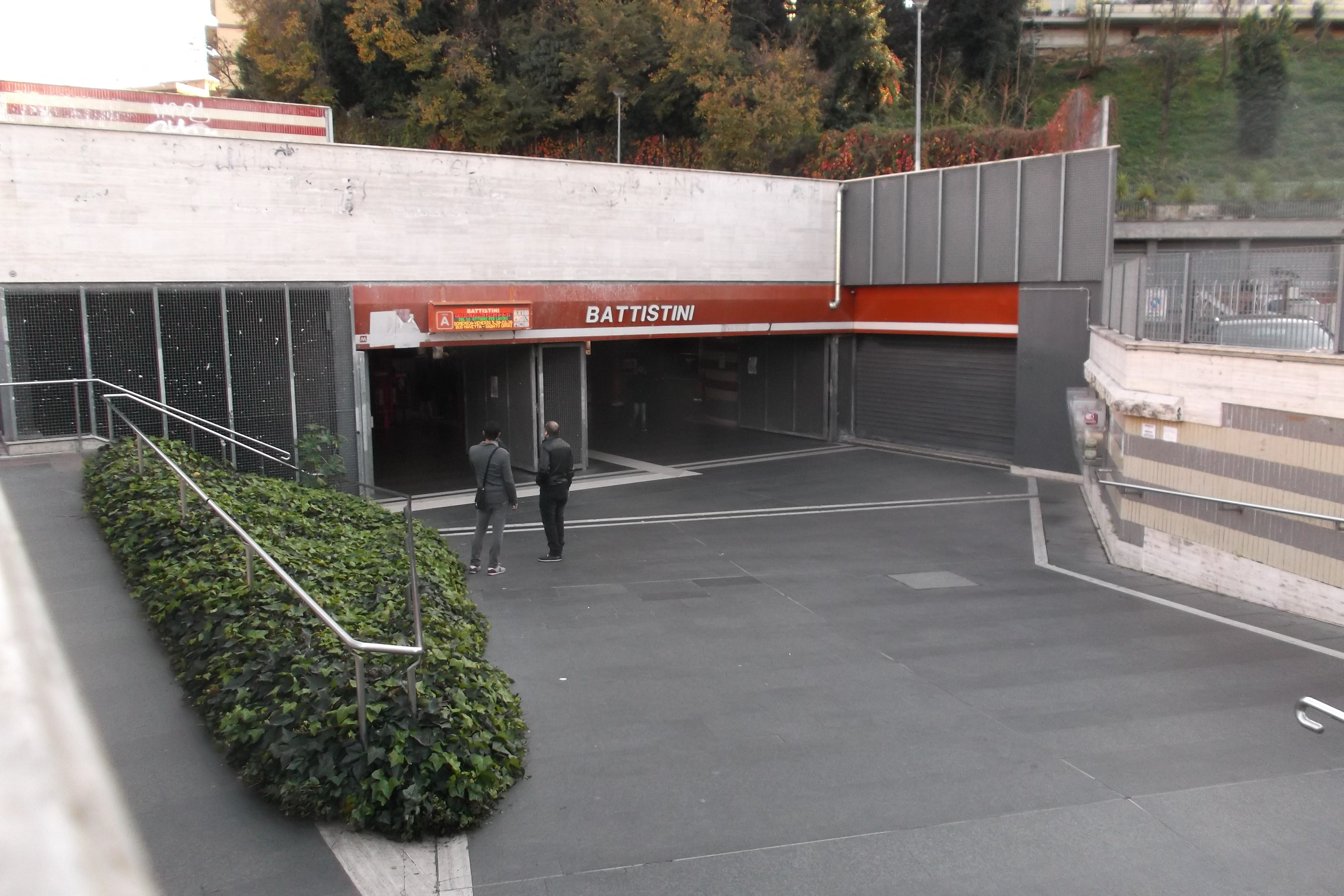
Capolinea "Battistini" della linea A delle Metropolitane di Roma

## Sport
A Primavalle esistono due squadre dilettantistiche storiche: l'A.S. Primavalle Calcio e l'A.S.D. Tanas Casalotti. Quest'ultima è la fusione di tre squadre locali, il San Filippo Neri, il Casalotti Calcio e il Tanas Primavalle.

## Filmografia
- Lorenzo Sturiale, Partecipería - la periferia come centro di democrazia - contratto di quartiere a Primavalle, Comune di Roma, 2004.